# Dilla
Dilla és un poble de Somalilàndia, situat a la regió d'Awdal, al límit sud-oriental de la regió amb la de Gabiley.
És cap del districte que porta el seu mateix nom, i que ocupa la part centre-oriental de la regió. Està comunicada per carretera amb la ciutat de Gabiley i amb la de Borama (capital d'Awdal), i es troba a mig camí d'ambdues ciutats. La seva població s'estima en cinquanta mil habitants.